# 玻璃城堡 (電影)
《玻璃城堡》（英語：The Glass Castle）是一部2017年美國劇情片，由德斯汀·丹尼爾·克雷頓執導並與安德魯·蘭納姆共同編劇。電影改編自珍奈特·沃爾斯所著作的2005年同名回憶錄，並由布麗·拉森、伍迪·哈里遜、麥斯·格林菲爾、莎拉·史努克與娜歐蜜·華茲主演。
《玻璃城堡》為獅門負責發行，並定於2017年8月11日在美國上映。

## 劇情
故事敘述年輕的女孩珍奈特有著喜歡酗酒的父親和藝術家母親，這讓她們的牧民家庭時常過著不太順遂的生活。但也因此使孩子們激起了想像力，以將她們度過的貧困生活美化成一場美麗的冒險。

## 演員
- 布麗·拉森 飾 珍奈特·沃爾斯（Jeannette Walls）[4]：沃爾斯家中的二女兒。
  - 艾拉·安德森（英语：Ella Anderson） 飾 10歲的珍奈特[5]
  - 查德莉·海德 飾 5、6歲的珍奈特
- 伍迪·哈里遜 飾 雷克斯·沃爾斯（Rex Walls）[6]：珍奈特、洛莉和布萊恩的酗酒父親及蘿絲的丈夫。
- 麥斯·格林菲爾 飾 艾瑞克·金柏格（Eric Goldberg）[7]
- 莎拉·史努克 飾 洛莉·沃爾斯（Lori Walls）[7]：沃爾斯家中的大女兒。
- 娜歐蜜·華茲 飾 蘿絲·瑪莉·沃爾斯（Rose Mary Walls）[8]：珍奈特、洛莉和布萊恩的藝術家母親及雷克斯的妻子。
- 多明尼克·波加特 飾 羅比（Robbie）
- 喬·平蓋（英语：Joe Pingue） 飾 史丹利（Stanley）
- 喬許·卡拉斯 飾 布萊恩·沃爾斯（Brian Walls）：沃爾斯家中的兒子。
  - 伊恩·阿米塔吉 飾 5歲的布萊恩
  - 查理·斯托威爾 飾 7歲的布萊恩
- 布莉姬·蘭迪-潘恩 飾 莫琳·沃爾斯（Maureen Walls）：沃爾斯家中最小的女兒。
  - 查莉與諾薇·蓋恩 飾 嬰兒的莫琳
  - 艾登·葛蕾絲·雷德菲爾德 飾 3歲的莫琳
  - 絲莉·克魯克斯 飾 7歲的莫琳

## 製作
2012年4月，據透露，獅門獲得了《玻璃城堡》的版權，已計畫改編成電影，並打算讓珍妮佛·勞倫斯來擔任主演。2013年10月，據透露，德斯汀·丹尼爾·克雷頓正在會談擔任導演，而安德魯·蘭納姆則重寫了馬蒂·諾克森的劇本。
2015年10月，宣布布麗·拉森將主演電影，以取代勞倫斯。2015年11月，伍迪·哈里遜加入演出。2016年2月，娜歐蜜·華茲簽約參演。2016年4月，宣布麥斯·格林菲爾和莎拉·史努克也將加入演出。而艾拉·安德森於2016年5月確認參演。

### 拍攝
主要攝影於2016年5月20日在西維吉尼亞州的韋爾奇開始進行。

## 發行
發行商獅門將《玻璃城堡》定於2017年8月11日在美國廣泛上映。

### 評價
《玻璃城堡》獲得了褒貶不一的評價。爛番茄根據84條評論，持有50%的新鮮度，平均得分6.2／10。在Metacritic上，其得分56。據CinemaScore調查，觀眾在A+至F間的評價落在「A-」。

### 票房
在美國，《玻璃城堡》與《堅果行動2》、《安娜貝爾：造孽》同時上映、競爭，《玻璃城堡》預估首週末能從1461間戲院中獲得500萬美元。美國首週末票房為490萬美元，位居當週票房排名第九。

## 外部連結
- 互联网电影数据库（IMDb）上《玻璃城堡》的资料（英文）